# На Западния фронт нищо ново
„На Западния фронт нищо ново“ (на немски: Im Westen nichts Neues) е роман от немския писател Ерих Мария Ремарк (1898-1970), публикуван през 1929 г.

## Автор
В разгара на Първата световна война осемнадесетгодишният гимназист Ерих Паул Ремарк трябва да положи извънреден изпит и от училищната скамейка е пратен като обикновен войник на Западния фронт. На няколко пъти е раняван, но пак се връща на предната линия. В края на войната е ранен тежко и после дълги години страда от получените увреждания. Докато е в болницата, умира майка му. Години по-късно той ще приеме нейното второ име, Мария, като свой артистичен псевдоним.
След войната Ремарк мечтае да стане музикант, после – художник. Но за да изкара препитанието си, сменя различни професии: за кратко е прогимназиален учител, после счетоводител, кореспондент, амбулантен търговец, посредник на фирма за надгробни паметници, в същото време свири на орган в една църква. Оттогава датират и първите му литературни опити. Както отбелязва един негов биограф, тези ранни творби издават „голяма мирова скръб и малко талант“.

### Дългият път към успеха
Това са годините, когато Ремарк окончателно се насочва към литературата, много чете и усвоява философията на Ницше и на Шопенхауер – особено модни сред младежта. Ето как Томас Ман  си припомня своите ранни увлечения по двамата мислители: „Духовните преживявания, които бяха потресли моите двадесет години, бяха музикалният песимизъм на Шопенхауер и декадентската психология на Ницше. Художникът от Ницшев тип иска да опознава и да изобразява: дълбоко да опознава и красиво да изобразява. Търпеливото и гордо понасяне на мъките, които по неизбежност съпровождат опознаването и изобразяването, придава на живота му нравствено достойнство. Тук, разбира се, си казва думата и онова модно влияние на Ницше върху улицата, схващано като някакъв опростен ренесансизъм, култ към свръхчовека, и изразявано чрез приказки за кръв и красота.“ Дълбоко впечатление правят на Ремарк писателите Кнут Хамсун и Джек Лондон с изобразяваните от тях „силни личности“, които гордо се противопоставят на заобикалящия ги свят.
Така Ремарк написва първата си книга – малкия роман „Мансардата на бляновете“, който излиза през 1920 г. Той разказва, за един „човек на изкуството“, който живее уединено, далеч от шума и суетата на делника. Още тук героите на Ремарк добиват своята най-характерна черта: те се стремят да изживеят себе си така, сякаш съществуват извън реалната действителност. Съпротивляват се на своето обкръжение с наивен, но привлекателен стоицизъм, презират буржоазния порядък и здравия разум и жадуват да вкусят от „истинския живот“ – да усетят цялата интензивност на отлитащия миг, да заситят сетивата си със сладостни дразнения, произлезли често от случайни обстоятелства. И все пак в героите на Ремарк се долавя някаква особена човечност, отвращение към варварството и бруталността, те са изпълнени с любов към себеподобните, прекарват времето си в сантиментално блуждаене и псевдофилософски размишления върху смисъла на живота и изкуството. Това поведение сякаш ги издига над простолюдието и посредствеността, над „обикновените хора“.
Три години след „Мансардата на бляновете“, книга, която критиката почти не забелязва, вече двадесет и пет годишният писател започва да публикува програмни есета: „За размесването на скъпи питиета“, „Ръководство за декаденти“ и „Химн за коктейла“ – в тях призовава към „дионисиевско изживяване на битието“ в духа на модната „философия на живота“. Като редактор на хановерския рекламен вестник „Ехо континентал“ Ремарк пътува из много страни – Италия, Швейцария, България, Турция. А от 1925 г. е фоторедактор в берлинския спортен двуседмичник „Шпорт им билд“ и пише рекламни статии за автомобилни гуми, леки коли, яхти, мотоциклети. Наред с това чете Флобер и се възхищава на интелигентността му, опитва се да усвои от Стендал силата и яснотата на изображението, вдълбочава се в излезлия роман на Томас Ман „Вълшебната планина“ и в автобиографичната поредица на Марсел Пруст „По следите на изгубеното време“, заради когото научава френски и предприема пътуване из Франция.
Резултатът е още един „декадентски“ роман „Спирка на хоризонта“ (1927-28), в който Ремарк вече поставя под съмнение принципа да се живее без цел и смисъл, с пълно отдаване на мига и мимолетните желания. Героят му разсъждава: „Може би е по-добре да си наложа граници... Иначе се търкаляш като топче от един водовъртеж към друг, докато ти стигне дъхът, жаден единствено да изживееш своето Аз.“ Подобни „прозрения“ имат и героите на една току-що преведена в Германия книга, в която се описва безцелният и безсъдържателен живот на американци и англичани в Париж и Испания в годините след войната – това е романът на Ърнест Хемингуей „И изгрява слънце“ („Фиеста“), който носи като епиграф думите на Гъртруд Стайн „Всички вие сте изгубено поколение“ и цитат от Еклисиаст: „Род прехожда и род дохожда, а Земята пребъдва до века“.

### Сянката на войната
Така Ерих Мария Ремарк бавно и неуверено се подготвя за своя голям творчески успех. В едно по-късно интервю той описва душевното си състояние през този период: „Страдах от доста бурни пристъпи на отчаяние. Опитвах се да ги превъзмогна и постепенно започнах съвсем съзнателно и систематично да издирвам причините за своите депресии. В хода на този обмислен анализ се върнах към преживяванията си от войната. При много познати и приятели наблюдавах съвсем сходни прояви. Всички ние бяхме – и често сме още – неспокойни, лишени от цел, ту екзалтирани, ту безразлични, но в дълбините на душата – безрадостни. Сянката на войната тегнеше над нас дори и когато изобщо не мислехме за нея. В същия ден, когато стигнах до тази мисъл, започнах да пиша без много разсъждения...“
За няколко седмици през пролетта на 1928 година Ремарк създава роман, който обаче не смее да публикува, защото му се струва прекалено личен и неактуален – от войната е изминало цяло десетилетие. Едва след увещанията на приятели се решава в края на годината да го предложи като подлистник във вестник „Фосише цайтунг“. Поради големия интерес на следващата година в Берлин – като отделна книга – излиза „На Западния фронт нищо ново“.

## Литературната сензация
Това автобиографично произведение на тридесетгодишния писател става една от най-големите сензации в историята на литературата. Само до края на 1929 година романът е преведен на двадесет и шест езика (също и на български – с три издания) и само в Германия са продадени милион и половина екземпляра. На другата година е екранизиран в Холивуд и филмът печели две награди „Оскар“. До 2009 година общият тираж достига двадесет милиона от преводи на повече от петдесет езика.
Критиката бързо сравнява романа по значение с „Вълшебната планина“ на Томас Ман и „Степният вълк“ на Херман Хесе, смята го за „творба на епохата“. Ернст Толер отбелязва в сп. „Ди Литерарише велт“: „Един човек е писал вместо всички нас, вместо пехотинките, които лежаха в окопите въшлясали и мръсни, които стреляха и ги застрелваха, които виждаха войната не от перспективата на генералните щабове, не от канцеларии и редакции, а я преживяха като всекидневие, като ужасен и монотонен делник.“ Валтер фон Моло пише: „Книгата на Ремарк е паметник на нашия незнаен воин.“ Бернхард Келерман сравнява романа с „блестящо огледало, което не скрива нищо“, а Хърбърт Уелс го нарича „ясна, чудна и безпогрешна книга“. Мнозина смятат, че вече нищо значително не може да се предприеме в културата, без да се познава този роман, и препоръчват да се изучава във всяко училище. А норвежкият писател и актьор Бьорн Бьорнсон поисква официално да се присъди на Ремарк Нобеловата награда – все пак наградата получава Томас Ман.

## Романът
Романът започва с изречението: Тази книга не е нито обвинение, нито изповед. Тя е само опит да се разкаже за едно поколение, унищожено от войната – макар и оцеляло от нейните снаряди.
Фразата „На Западния фронт нищо ново“ е рутинно съобщение за затишие по време на военните действия. Ремарк я използва като заглавие на книгата си в ироничен смисъл, защото тя описва тъкмо обратното – владеещите на фронта „страх и ужас“ от кървавите сражения и безчислените жертви, от мъчителното съзнание за невъзможността да се оцелее в непрестанно обстрелваните или обгазявани окопи. (Само в Битката при Сома загиват повече от един милион немски, британски и френски войници.)
За разлика от апологетичните творби по време на Ваймарската република, които оправдават изгубената война и представят съдбата на фронтоваците като проява на „масов героизъм“, Ерих Мария Ремарк обрисува действителните преживявания на група обикновени войници през погледа на един новобранец. Паул Боймер, alter ego на самия автор, и неговите другари си задават въпроса как е било възможно да повярват на патриотичните речи, държани от техния учител, който е успял да убеди целия клас да се запишат доброволци. Бившите съученици се питат какъв е смисълът на тези кръвопролитни битки и на цялата война и кой в крайна сметка има полза от нея.
Боймер и приятелите му съзнават, че предварителната им подготовка за войната е била лъжлива. Едва тук, в окопите, те научават от старите войници как да се справят с опасностите. Паул научава как да оцелява, като различава връхлитащите ги снаряди още по звука, как да намира „нещо за ядене“ и при най-ужасни условия, как да се отбранява срещу истинския враг – Смъртта. Защото след една масирана френска атака от 150 немски бойци се завръщат в лагера само 32.
Докато извършва патрулен обход, Боймер е изненадан от вражеско нападение и за да се спаси, пропълзява в един бомбен кратер и там се престорва на мъртъв. Когато в същия кратер скача френски войник, Боймер от страх го пронизва. През следващите часове той не може да изпълзи, понеже барабанният огън ще го разкъса. Паул обещава на умиращия французин, че ще се погрижи за семейството му, макар да съзнава, че не може да спази обещанието. След като чака цял ден да намалее вражеският обстрел, той успява да допълзи до немските окопи. Там разказва на приятелите си за преживяването с французина и за своите угризения. Но старите войници го успокояват, че „всичко е съвсем нормално“.
По време на една кратка отпуска Паул Боймер установява колко много са го променили събитията на фронта. Невъзможно му е да сподели със семейството си ужасите в окопите. И разочарован, той се завръща при хората, които са му станали най-близки – фронтовите другари.
При една атака самият той е ранен и прекарва дълго време в лазарета. Когато се завръща на бойната линия, неговият взвод се разпада. Един след друг другарите му загиват от снаряди, газови атаки или в битките „човек срещу човек“.
Паул размисля каква ще бъде съдбата му, когато най-после настъпи мир и как ще се справи с цивилния живот. Но малко преди края на войната той е улучен смъртоносно, в ден, тъй спокоен и тих, че военното комюнике се ограничава със съобщението „На Западния фронт нищо ново“.

### Протестът
В същото време в Германия се надига срещу Ремарк враждебна вълна. Особено гневен е „протестът“ на нацистките кръгове – Адолф Хитлер вече е публикувал книгата си „Моята борба“, а водещият идеолог на националсоциализма Алфред Розенберг е написал „Митът на XX век“, където пропагандира една нова, арийска „религия на кръвта“. Обвиняват Ремарк в „литературно предателство към боеца от Световната война“; „доказват“, че той никога не е бил на фронта или че не е воювал като обикновен войник, а е бил лейтенант, награден с ордени като човек на висшата аристокрация. Твърдят, че е написал творбата по поръка на Антантата или че е откраднал ръкописа от свой убит приятел. Предричат на книгата му, че „след две години никой вече няма да я чете“. Провалят прожекциите на филма по романа (например пускат в киносалона голямо количество бели мишки), като акциите се провеждат под личното ръководство на „народния представител д-р Гьобелс“. В една „История на немската литература“ от 1941 година прочитаме: В тази деформирана от личен сантиментализъм сълзлива история на Ерих Мария Ремарк няма и следа от съдбовното прозрение, че войната не е просо някаква тема, заета от действителността, а е плодоносно и животворно начало. Романът „На Западния фронт нищо ново“ се основава върху безжизнения механичен пацифизъм на старата социалдемокрация...
Въпреки враждебното напрежение около него Ремарк се заема да напише продължение на романа си, в което да обрисува съдбата на оцелелите бойни другари след завръщането им в „цивилния живот“. Още през есента на 1929 г. той споделя в интервю пред датския вестник „Политикен“, че новата му книга се занимава с проблемите на настоящето. Така през 1931 г. се появява романът „Обратният път“, който има сходна участ с предишния. Преведен е на всички културни езици, но в Германия е обруган, обвиняват го, че допринася за „вътрешното израждане на немската интелигенция“. Тогава писателят се преселва в Швейцария, но хулите не престават.
„Там, където горят книги, по-късно ще горят и хора“ – Хайне
През 1933 година, когато в Германия на власт идва Хитлер, нацистите публично изгарят „На Западния фронт нищо ново“ и „Обратният път“ заедно с произведения на Хайнрих Хайне, Бертолт Брехт, Стефан Цвайг, Хайнрих Ман, Лион Фойхтвангер и на други немски писатели, неудобни за фашистката пропаганда. Правят се опити и за физическо унищожение на Ремарк: Томас Ман, самият вече емигрант, отбелязва в дневника си през май 1933 г., че при „злополука“ в близост до дома на Ерих Мария Ремарк в Аскона е загинал гостувалият му берлински журналист Феликс Менделсон, когото са взели за самия Ремарк. Накрая отнемат на писателя немското гражданство и той се преселва в Париж, а през 1939 г. емигрира в САЩ.

### В емиграция
В емиграция Ерих Мария Ремарк създава още десет романа, сред които особена популярност добиват „Трима другари“ (1937), „Триумфалната арка“ (1946), „Искрица живот“ (1952), „Време да се живее и време да се мре“ (1954), „Черният обелиск“ (1956), „Нощ в Лисабон“ (1962) и „Сенки в рая“ (1971). Последната книга излиза след смъртта на писателя.
Всички тези творби увеличават славата му и го утвърждават като „майстор на лирическия натурализъм“. Ремарк си остава и навярно още дълго ще бъде любим писател на всяко младо поколение, което търси своето място под слънцето и се обръща към книгите за съвет. Но Ремарк не е проповедник, нито моралист – неговото нравствено въздействие се засилва от един принцип, който писателят е определил още в началото на своя път: Не желая нито да убеждавам, нито да увещавам или да възпитавам моите читатели. Описвам онова, което ме вълнува.

## Кратко обобщение на романа

### Глава 1
Военната трупа установява с учудване, че има почти двойно повече порции храна от нужните, защото от 150-те заминали мъже само 80 са се върнали от фронта. 19-годишният разказвач Паул Боймър описва, как е бивал убеждаван от учителя си заедно със своите съученици да се запишат в армията. Връщайки се назад в мислите си осъзнава, че мирогледът, представен от техния учител не може да се сравнява с реалността преживяна на фронта. Другарите посещават в лазарета лошо ранения Франц Кемерих, който до този момент не знае, че кракът му трябва да бъде ампутиран. Приятелите му се грижат за това, той да получава морфин от парамедиците. Междувременно един от тях се опитва да достигне добрите ботуши на пострадалия, за да може той да ги обуе.

### Глава 2
Паул се замисля как трудната казарма го е подготвила за войната и как неговият офицер Химелщос го е малтретирал по време на основното обучение. Пита се как би изглеждал животът му след войната. Той вярва, че без военно обучение е щял да се побърка в окопите и тъгува за своя приятел Камерих, който междувременно е починал в лазарета.

### Глава 3
Станислав „Кат“ Катчински, който винаги улеснява и разхубавява с „най-важните“ неща войнишкия живот, бива описван като незаменим образ за младите войници. Следва разговор за войската, войната и източниците на властта. Тяден е много разгневен на Химелщос, защото той страда много от начините на обучение на подофицера. Събуждат се спомени за една стара случка, при която част от войниците пресрещат Химелщос и го шамаросват.

### Глава 4
Ротата на Паул бива запълнена с млади новобранци и трябва да отиде в окопите на фронта. В далечината чуват оглушителните викове на ранен кон. По пътя си обратно ротата бива изненадващо нападнат с артилерийски огън и отровен газ и се скрива между надгробните могили в едно село. Умират още войници.

### Глава 5
Паул и неговият приятел се замислят какво ще предприемат след края на войната, но биват прекъснати от Химелщос, мразеният от тях учител по време на основното им обучение. Тяден и Кроп му се противопоставят и биват наказани за това.

### Глава 6
Отново събитията се развиват на фронта. Три дълги дни ротата трябва да устои на силния артилеристки огън. Налице е психическото напрежение и недостига на храна, докато накрая атаката на французите успява. Сякаш смъртта за тях нищо не значи, в противниците си те не виждат вече хора, а животни, опитвайки се да убият всяко едно от тях, което им застане на пътя. На следващия ден следва още една масивна атака, която, особено поради неопитните новобранци, довежда до много жертви, една от които е приятелят на Паул Вестхус. От 150 мъже се връщат само 32 обратно в лагера.

### Глава 7
След службата на фронта ротата е върната обратно в обучителния лагер. Паул и приятелите му се срещат с три жени, които ги посещават тайно вечер. По-късно Паул се връща у дома за 2 седмици и вижда болната си майка. Обаче той има проблеми обратно вкъщи, където картината е напълно преобразена в сравнение с тази на фронта, защото ужасът изпитан на фронтовата линия прави обикновения живот да изглежда странен. Той посещава бившия си съученик Мителщед, с когото са правили за смях по време на казармата бившия си учител, който ги е насилвал и ги е карал да служат доброволно на фронта. На края на ваканцията си Паул съобщава на майката на Кемерих за смъртта на сина и това го кара да се замисли за отношението си към собствената му майка.

### Глава 8
След празниците Паул е изпратен в Хайделагър (Heidelager) за няколко седмици, където среща руски затворници, които са принудени да живеят в нещастие. Той споделя цигарите си с тях. В края на престоя си Паул е посетен от баща си и сестра си и получава картофени палачинки, приготвени от майка му, която е болна от рак (тя не изглежда да се възстановява от болестта – не се споменава кога е умряла, но със сигурност след като е чула новините в края за смъртта на Паул); той дава две от палачинките на руснаците.

### Глава 9
Паул се връща обратно при ротата си. След кратко посещение на кайзера и разговор за причината и целта на войната, действието отново се връща на фронта. По време на обиколката на военния патрул войниците са изненадани от вражеска атака. Паул се спасява в кратер от бомба. Когато един французин скача в този кратер, от страх Паул забива камата си в стомаха му. От чувство за вина, той обещава на починалия, че ще се грижи за семейството му, въпреки че знае, че не може да спази обещанието си. Поради постоянната опасност, Паул трябва да остане до починалия през целия ден, докато не успее да се върне обратно в немския канал. Разтревожен, той разказва на приятелите си за личната конфронтация с врага и за неговото разкаяние. Кат и Алберт се опитват да го успокоят.

### Глава 10
В началото на главата войниците пазят изоставено село. в офанзива с врага Паул и Алберт са ранени и затова отиват в болницата, където Паул бива опериран и след това преместен в католическа болница. Там кракът на Алберт е ампутиран. След няколко седмици в болницата Паул получава почивка от службата си във войната и трябва да се сбогува с Алберт, чиято съдба в романа не се разбира. Паул отново е поискан от полка и се завръща на фронта. Паул сега е на 20 години, така че за две години войник; той е с около една година по-стар, отколкото в началото на разказаните събития.

### Глава 11
Паул преживява много още операции. Неговите приятели Бергер, Мюлер, Леер, техният смел командир на компанията Бертинк умират, а по-късно и Катчински – въпреки отчаяните спасителни усилия на Паул. Детеринг дезертира, но е отново атакуван и предполагаемо бива застрелян. Някои млади войници припадат на фронта. Те не издържат на ужасните преживявания. Паул описва колко нещастна е ситуацията на германците; няколко пъти описва лятото на 1918 г. с всичките му мъки. Дори Паул трудно може да понесе жестокостта на войната: „Защо, защо не свършим?“ Въпреки че войниците са наясно с примирието на Изток и макар разказвачът да въвежда в неговия разказ термините бунт и революция, нито Паул, нито останалите войници мислят, че биха могли активно да допринесат за очаквания край на войната.

### Глава 12
Паул е спокоен, защото е погълнал газ. Всичките му приятели вече са паднали, той е последният от седемте мъже от неговия клас; той очаква примирието. Паул се тревожи за това дали неговото поколение ще може да намери правилния път; той е спокоен. През октомври 1918 г., малко преди края на войната, Паул пада, както съобщава един анонимен разказвач. Лицето му изглежда мирно. На фронта през тези дни е толкова спокойно, че архивният доклад е ограничен до изречението „На запад няма нищо ново, което да се отчете“ (im Westen sei nichts Neues zu melden).